# هالوثان
هالوثان (بالإنجليزية: halothane): يُباع باسمه التجاريّ فلوثان (بالإنجليزية: fluothane)، وهو مُخدِّر عام. يمكن استخدامه لابتداء أو المحافظة على التخدير. إحدى إيجابياته هو عدم زيادة إنتاج اللعاب، وهذا مفيد خاصة للذين يصعب استخدام الأنبوب لهم. ويُستخدَم عن طريق الاستنشاق.
هو مركب كيميائي من فصيلة هاليدات الهيدروكربون، له الصيغة الكيميائية C2HBrClF3، واسمه العلمي 2-برومو-2-كلورو-1,1,1،ثلاثي فلورو الإيثان. الهالوثان سائل كثير التبخر، مخدر، غير قابل للاشتعال، وله رائحة مميزة، ويعتبر مخدرًا طبيًا جيدًا لكونه لا يسبب نزفًا شعريًا ويضمن تخديرًا مريحًا وسريعًا خلال العملية الجراحية.
وهو أحد الأدوية المدرجة في قائمة منظمة الصحة العالمية للأدوية الأساسية.
تشمل الآثار الجانبيّة: عدم انتظام ضربات القلب، وتقليل الجهد للتنفس (نقص التهوية)، ومشاكل في الكبد. يُمنَع استخدامه لأشخاص ذي المستوى العالي من بورفيرين أو لديه فرط الحرارة الخبيث سواء كانت عندهم هذه الأمراض أو أحد أفراد عائلاتهم. ليس من الواضح إن كان بالإمكان استخدامه خلال فترة الحمل وهل هو مضر للطفل أم لا، وبشكل عام لا يُوصَى باستخدامه خلال الولادة القيصريّة. هالوثان هو جزيء غير متناظر في المرآة، ويُستخدَم كمزيج راسيميّ.

## الاستخدام الطبي
هالوثان هو مخدِّر فعّال، وتركيزه في الرئتين المطلوب لمنع حركة المريض هو %0.74. معامل التقاسم بين الدم والغاز (ذائبية المخدِّر العام المستنشق في الدم) لهذا الغاز هو 2.4 مما يجعله محفزًا متوسط التأثير ووقت معتدل للإفاقة منه. ليس جيدًا لتخفيف الألم، وإذا استخدم لارتخاء العضلات سيكون التأثير معتدلاً.

## الآثار الجانبية
في حالات نادرة، لُوحِظ أنّ التعرض المتكرر لـ (هالوثان) في البالغين (العمر: 18-64) يسبب إصابة الكبد الشديدة. هذا يحدث لشخص واحد من كل 10,000 شخص يتعرضون لهذا المخدر. ترجع المتلازمة الناتجة إلى التهاب الكبد بسبب هالوثان، ويظن أنّ هذا بسبب تفاعلات كيميائية للدواء (هالوثان) ليتحول إلى فلوريد حمض الاسيتيك الثلاثي من خلال تفاعلات الاكسدة في الكبد. يتم أيض (تغييرات كيميائية) 20% من هالوثان المستنشق في الكبد، وما ينتج عن هذه العلملية سيتم إخراجها عن طريق البول. نسبة الوفيات لمتلازمة التهاب الكبد هي 30% - 70%. أدى التهاب الكبد إلى تقليل سريع في استخدام الدواء (هالوثان) للبالغين، واستخدام آيزوفلوران وإنفلوران بدلا منه خلال الفترة 1980-1989. خلال عام 2005، الأدوية المخدِّرة الطيّارة الأكثر استخدامًا هي آيزوفلوران وسيفوفلوران وديسفلوران.